# 트로이 트로전스

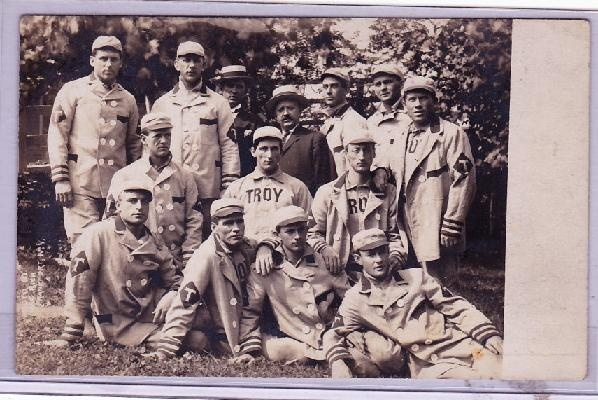

트로이 트로전스(Troy Trojans)는 1879년부터 1882년까지 4시즌 동안 내셔널 리그에 존재했던 메이저 리그 베이스볼 팀으로, 뉴욕주 뉴욕 시 트로이를 연고지로 했다. 팀 통산 기록은 131승 194패이며, 1882년 시즌 이후 해체되었다. 그 대신 1883년 시즌부터 뉴욕 고담스(이후 뉴욕 자이언츠, 현재의 샌프란시스코 자이언츠)가 트로전스의 빈 자리를 대신하게 되었고, 기존 트로전스 선수 절반은 고담스로 이적했다.

## 유명한 선수
- 댄 브루더스
- 로저 코너
- 벅 유잉
- 팀 키프
- 미키 웰치